# Helge Aune
Helge Aune (6 settembre 1973) è un allenatore di calcio ed ex calciatore norvegese, di ruolo difensore.

## Carriera

### Giocatore

#### Club
Aune giocò per il Rosenborg e per il Bodø/Glimt. Fu tormentato dagli infortuni, che nel 2000 lo portarono al ritiro.

#### Nazionale
Giocò 6 incontri per la Norvegia under 21. Esordì il 19 aprile 1994, nella vittoria per 1-0 sul Portogallo under 21.

### Allenatore
Dal 2004 al 2005, Aune fu allenatore dello Ålgård.